# Westmount
Westmount és una ciutat de l'aglomeració de Montreal, dins la província canadenca del Quebec. El seu terme municipal constitueix un enclavament de només 4,02 km² dins la ciutat de Montreal. Situat al flanc oest del mont Royal, Westmount es troba molt a prop del centre de Montreal.

## Història
Els inicis del període colonial a Westmount daten de 1684, quan el seminari de Sant Sulpici, situat fora dels límits territorials de l'actual ciutat de Westmount, començà l'ocupació d'aquestes terres. Des d'aquesta època, el territori de Westmount va conèixer diferents noms : Pierre Montagne, Notre-Dame-de-Grâce i Côte-Saint-Antoine. No va ser fins al 1895 que s'imposà l'opció de Westmount, nom que mostrava bé la situació geogràfica de la localitat, al flanc sud-oest del mont Royal, així com la presència d'una nombrosa població anglòfona benestant.
Durant el segle xx, Westmount va esdevenir un barri senyorial de Montreal; una localitat de petites dimensions i densament poblada coneguda pels seus espais verds i la seva qualitat de vida. El seu nom roman encara avui dia associat a l'opulència de l'elit anglòfona (en el passat un 80% de la població era d'origen britànic).

## Administració local
La comunitat de Westmount, que havia romàs un municipi independent del de Montreal des de 1874, quan va ser creat sota el nom de «Village de Notre-Dame-de-Grâce», va esdevenir un arrondissement (districte) de la ciutat de Montreal l'1 de gener de 2002, com a conseqüència d'una llei de l'Assemblea Nacional del Quebec. En aquesta data, va entrar en vigor la llei que establia la fusió de tots els municipis situats a l'illa de Montreal, així com algunes illes adjacents, que componien fins aleshores la Comunitat Urbana de Montreal, amb la ciutat vella.
Aquesta fusió, però, no fou ben rebuda per la població de tots els nous barris de Montreal, especialment en el cas d'aquelles comunitats de majoria anglòfona com Westmount. Posteriorment, amb l'accés dels liberals al govern quebequès, es va organitzar un referèndum sobre la segregació dels municipis fusionats. Aquesta consulta va tenir lloc el 20 de juny de 2004 a Westmount i a uns altres vint-i-un antics municipis. D'aquests, quinze (entre ells Westmount) van votar a favor de tornar a ser municipis independents. Aquest segregació va entrar en vigor l'1 de gener de 2006.
Ara bé, Westmount no ha recuperat totes les competències de què disposava abans de la fusió. Algunes competències, anomenades competències d'aglomeració, són gestionades pel Consell d'Aglomeració, format per la ciutat de Montreal i els municipis segregats.
Actualment, la batllessa de Westmount és la independent Karin Marks. La batllessa i els vuit consellers municipals (un per cada districte en què es divideix Westmount) formen el Consell municipal, el principal òrgan director i decisori de la ciutat.

## Població
Segons el cens de 2001, la població de Westmount era de 19 727 habitants. En el cens anterior, el de 1996, el nombre d'habitants de Westmount era de 20 420, cosa que representa que entre 1996 i 2001 la població d'aquest municipi es va reduir en un 3,4%.
Aquesta tendència, però, sembla haver-se trencat, ja que segons fonts de l'Ajuntament de Westmount, citant dades del ministre d'Afers municipals i de les Regions del Quebec, la població del municipi, a data d'1 de gener de 2006, era de 20 003 habitants.
Tradicionalment, la comunitat de Westmount ha acollit els anglòfons benestants de l'illa de Montreal, havent estat la comunitat més rica de tot el Canadà; avui dia competeix amb la ciutat de West Vancouver, a la província de la Colúmbia Britànica, per aquest títol. Així i tot, actualment a Westmount bona part de famílies són de classe mitjana i mitja-alta d'orígens ètnics i lingüístics diversos i que només es correspon parcialment amb l'estereotip.
Segons les dades del cens de 2001, l'anglès continua sent la llengua materna de la majoria dels habitants de Westmount.
| Llengua materna  | Percentatge |
| ---------------- | ----------- |
| Anglès           | 59,46%      |
| Francès          | 18,75%      |
| Anglès i francès | 2,11%       |
| Altres llengües  | 19,62%      |

Cal destacar, però, que bona part dels ciutadans d'aquesta localitat són bilingües, especialment els francòfons, que tot i ser majoria en el conjunt de l'illa de Montreal són minoria a Westmount.
| Coneixement de les llengües oficials | Percentatge |
| ------------------------------------ | ----------- |
| Francès i anglès                     | 76,3%       |
| Només anglès                         | 20,5%       |
| Només francès                        | 3,1%        |
| Ni francès ni anglès                 | 0,2%        |